# Oecobius
Oecobius este un gen de păianjeni din familia Oecobiidae.

## Specii[1]
- Oecobius achimota
- Oecobius aculeatus
- Oecobius affinis
- Oecobius agaetensis
- Oecobius albipunctatus
- Oecobius alhoutyae
- Oecobius amboseli
- Oecobius annulipes
- Oecobius ashmolei
- Oecobius beatus
- Oecobius bracae
- Oecobius caesaris
- Oecobius cambridgei
- Oecobius camposi
- Oecobius cellariorum
- Oecobius chiasma
- Oecobius civitas
- Oecobius concinnus
- Oecobius culiacanensis
- Oecobius cumbrecita
- Oecobius depressus
- Oecobius dolosus
- Oecobius doryphorus
- Oecobius erjosensis
- Oecobius formosensis
- Oecobius fortaleza
- Oecobius fuerterotensis
- Oecobius furcula
- Oecobius gomerensis
- Oecobius hayensis
- Oecobius hidalgoensis
- Oecobius hierroensis
- Oecobius hoffmannae
- Oecobius idolator
- Oecobius iguestensis
- Oecobius incertus
- Oecobius infierno
- Oecobius interpellator
- Oecobius isolatoides
- Oecobius isolatus
- Oecobius juangarcia
- Oecobius lampeli
- Oecobius latiscapus
- Oecobius linguiformis
- Oecobius longiscapus
- Oecobius machadoi
- Oecobius maculatus
- Oecobius marathaus
- Oecobius marcosensis
- Oecobius maritimus
- Oecobius minor
- Oecobius nadiae
- Oecobius navus
- Oecobius palmensis
- Oecobius paolomaculatus
- Oecobius pasteuri
- Oecobius persimilis
- Oecobius petronius
- Oecobius piaxtla
- Oecobius pinoensis
- Oecobius przewalskyi
- Oecobius pseudodepressus
- Oecobius putus
- Oecobius rhodiensis
- Oecobius rioensis
- Oecobius rivula
- Oecobius rugosus
- Oecobius sapporensis
- Oecobius selvagensis
- Oecobius sheari
- Oecobius similis
- Oecobius sombrero
- Oecobius tadzhikus
- Oecobius tasarticoensis
- Oecobius teliger
- Oecobius templi
- Oecobius tibesti
- Oecobius trimaculatus
- Oecobius unicoloripes